# Kostel svatého Jakuba (Trnava)
Kostel svatého Jakuba nazývaný i Františkánský kostel je jednolodní barokní kostel s klášterním komplexem v Trnavě.

## Historie
Stavět se začal v roce 1632 na místě starší gotické stavby. Konečnou podobu získal v roce 1712. Město dalo přistavět druhou polovinu uličního křídla v roce 1749. Kostel má délku 54,4 m, šířka hlavní lodi je 16,9 m a výška 16,8 m. Maximální šířka svatyně je 11,4 m a její výška je 15,3 m.
Předpokládá se, že v první polovině 13. století, ještě před příchodem františkánů do Uher, stál na místě dnešních objektů klášter jiného řádu, pravděpodobně benediktinské opatství. Františkáni přišli do Trnavy někdy v 30. letech 13. století a pravděpodobně se usadili v menším domě u kostelíku sv. Heleny, kde stál městský špitál.

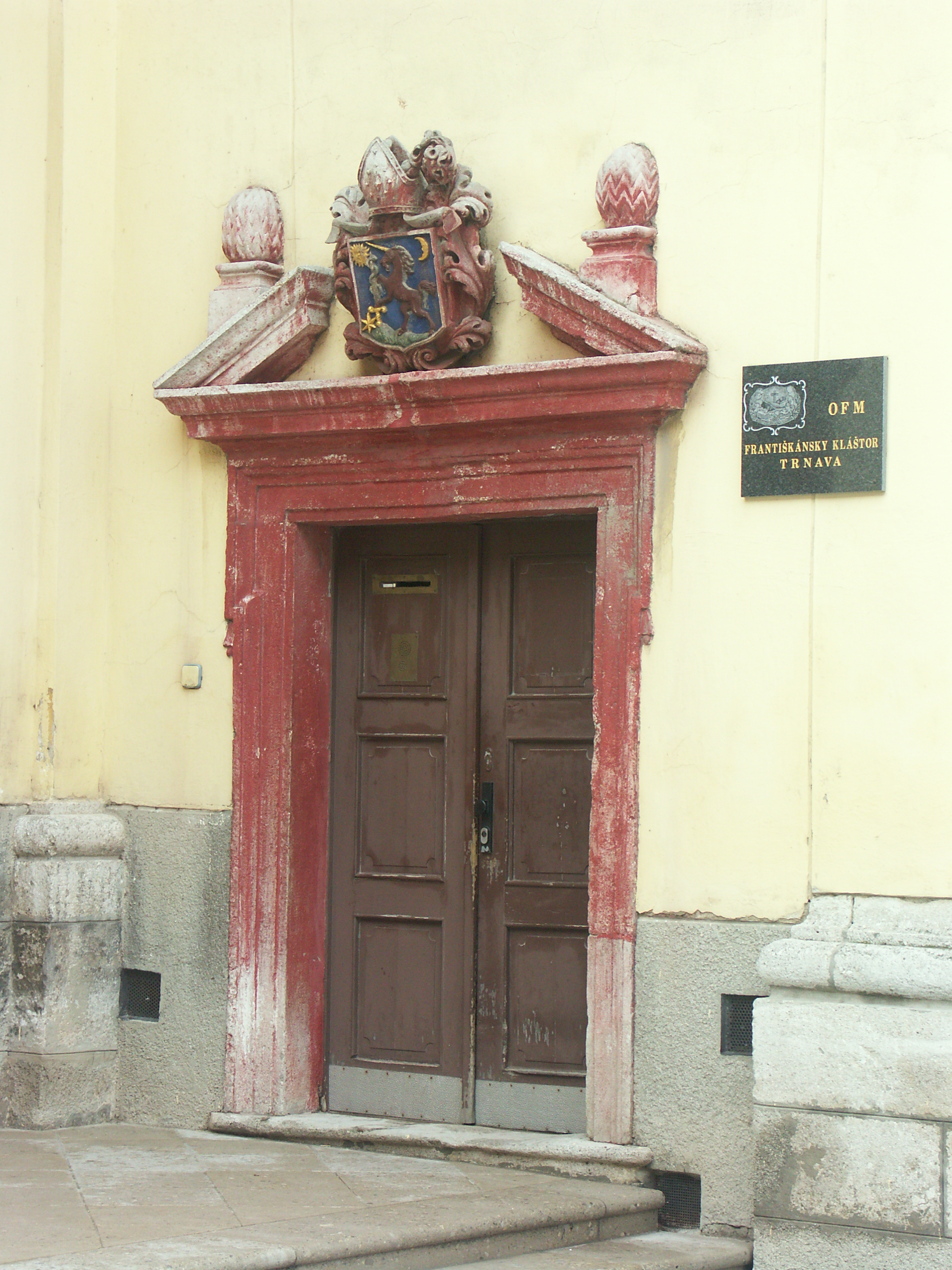
Portál klášterní budovy